# 正準量子化
正準量子化（せいじゅんりょうしか、英: canonical quantization）とは、古典力学的な理論から量子力学的な理論を推測する手法（量子化）の一種である。具体的には、ハミルトン力学(ハミルトン形式の古典力学)での正準変数を、正準交換関係をみたすようなエルミート演算子に置き換える。この方法では、ハミルトン力学におけるポアソン括弧が、量子力学での交換関係に対応している。正準量子化により、古典力学では可換であった力学量(c-数、cはclassicalを表す)のなす代数は、量子力学では非可換な力学量(q-数、qはquantumを表す)のなす代数に移行する。

## 解説
正準量子化とは、量子力学的な系を扱う際に、古典力学から量子力学での対応則を構成する手法である。その具体的な手続きは、以下のようにまとめられる。

### 正準量子化の手続き
1. 対象とする系をハミルトン力学(正準形式)で記述する。
2. 正準形式における正準変数(q, p)を、正準交換関係を満たす演算子 (, )に置き換える。
3. 正準変数(q, p)の関数である古典的力学量A(q, p)について、正準変数の項を2で定めた演算子 (, )に置き換える。この操作によって、古典的力学量A=A(q, p)の量子力学的対応物=(, )を定める。

2の操作を、より詳細に述べると以下のようになる。

### 1自由度の場合
古典的な正準変数 (q, p)を、正準交換関係
{\displaystyle [{\hat {q}},{\hat {p}}]=i\hbar }
をみたす演算子 (, )に置き換える。

### N自由度の場合
古典的な正準変数 (q1, p1; q2, p2; ...; qN,  pN) を、正準交換関係
{\displaystyle [{\hat {q}}_{\alpha },{\hat {p}}_{\beta }]=i\hbar \delta _{\alpha \beta }}
{\displaystyle [{\hat {q}}_{\alpha },{\hat {q}}_{\beta }]=[{\hat {p}}_{\alpha },{\hat {p}}_{\beta }]=0\quad \alpha ,\beta =1,\dots ,N}
をみたす演算子に置き換える。
正準量子化における演算子の不定性などの問題については、正準量子化における諸問題の項を参照のこと。

## 状態の表示
正準量子化では、座標表示の波動関数に対して、位置演算子は=qと作用し、運動量演算子は=ħ⁄i∂⁄∂qと作用する。一方、運動量表示の波動関数に対して、位置演算子は=−ħ⁄i∂⁄∂pと作用し、運動量演算子は=pと作用する。これらの関係は正準交換関係及び位置の固有状態と運動量の固有状態の満たす関係式から導かれる。

### 1次元のケース
1次元の粒子に対し、波動関数をψ(q, t)とする。ここでt は時間、q は位置座標である。ψ(q, t)は座標表示の波動関数と呼ばれる。このとき、位置演算子と運動量演算子は次のように作用する。
{\displaystyle {\hat {q}}\,\psi (q,t)=q\,\psi (q,t)}
{\displaystyle {\hat {p}}\,\psi (q,t)={\frac {\hbar }{i}}{\frac {\partial }{\partial q}}\,\psi (q,t)}
位置表示において、
{\displaystyle [{\hat {q}},\,{\hat {p}}]\psi (q,t)=\left(q\,{\frac {\hbar }{i}}{\frac {\partial }{\partial q}}-{\frac {\hbar }{i}}{\frac {\partial }{\partial q}}\,q\right)\psi (q,t)=i\hbar \,\psi (q,t)}
であり、正準交換関係が満たされている。
一方、運動量表示での波動関数は
{\displaystyle {\tilde {\psi }}(p,t)={\frac {1}{\sqrt {2\pi \hbar }}}\int _{-\infty }^{\infty }\!dq\,e^{{\frac {i}{\hbar }}qp}\psi (q,t)}
で定義される。このとき、(p, t)に対し、位置演算子と運動量演算子は次のように作用する。
{\displaystyle {\hat {q}}\,{\tilde {\psi }}(p,t)=-{\frac {\hbar }{i}}{\frac {\partial }{\partial p}}\,{\tilde {\psi }}(p,t)}
{\displaystyle {\hat {p}}\,{\tilde {\psi }}(p,t)=p\,{\tilde {\psi }}(p,t)}
運動表示においても、
{\displaystyle [{\hat {q}},\,{\hat {p}}]{\tilde {\psi }}(p,t)=\left({\biggl (}-{\frac {\hbar }{i}}{\frac {\partial }{\partial p}}{\biggr )}\,p-p\,{\biggl (}-{\frac {\hbar }{i}}{\frac {\partial }{\partial p}}{\biggr )}\right){\tilde {\psi }}(p,t)=i\hbar \,{\tilde {\psi }}(p,t)}
であり、正準交換関係が満たされている。

## 具体例

### 1自由度の場合

#### 1次元デカルト座標の場合の例
1次元の量子系を考え、波動関数の状態空間として、座標表示したものを選ぶ。すなわち、座標 x と時間 t の関数ψ(x, t)のうち、自乗可積分なもの（座標表示の波動関数）全体が、系のヒルベルト空間をなす。ここで、座標 x と正準共役運動量 px を、
{\displaystyle {\hat {x}}\psi (x,t)=x\psi (x,t)}
{\displaystyle {\hat {p}}_{x}\psi (x,t)=-i\hbar {\frac {\partial }{\partial {}x}}\psi (x,t)}
で定義される演算子, で置き換える。このとき、
{\displaystyle [{\hat {x}},{\hat {p}}_{x}]\psi (x,t)=i\hbar \psi (x,t)}
となり、, が正準交換関係をみたしていることがわかる。
つまり、座標表示では掛け算演算子としてのと微分演算子としてのが、正準変数x, pxの正準量子化による量子力学的表現となる。
系の古典力学的なハミルトニアンが
{\displaystyle H(x,p_{x})={\frac {p_{x}^{\,2}}{2m}}+V(x)}
で与えられるとすると、正準量子化により、量子力学的なハミルトニアンは
{\displaystyle {\hat {H}}=H({\hat {x}},{\hat {p}}_{x})=-{\frac {\hbar ^{2}}{2m}}{\frac {\partial ^{2}}{\partial x^{2}}}+V(x)}
となる。

## 古典力学との対応

### 交換関係とポアソン括弧
正準量子化の操作は、古典力学での「ポアソン括弧」と量子力学における「交換関係」の対応原理を考えると、より明確になる。
{\displaystyle \{A,B\}=\sum _{\alpha }\left({\frac {\partial {}A}{\partial {}q_{\alpha }}}{\frac {\partial {}B}{\partial {}p_{\alpha }}}-{\frac {\partial {}B}{\partial {}q_{\alpha }}}{\frac {\partial {}A}{\partial {}p_{\alpha }}}\right)\Leftrightarrow {\frac {1}{i\hbar }}[{\hat {A}},{\hat {B}}]={\frac {1}{i\hbar }}\left({\hat {A}}{\hat {B}}-{\hat {B}}{\hat {A}}\right)}
実際、正準変数については、
{\displaystyle \{q_{\alpha },p_{\beta }\}=\delta _{\alpha \beta }\Leftrightarrow [{\hat {q}}_{\alpha },{\hat {p}}_{\beta }]=i\hbar \delta _{\alpha \beta }}

{\displaystyle \{q_{\alpha },q_{\beta }\}=\{p_{\alpha },p_{\beta }\}=0\Leftrightarrow [{\hat {q}}_{\alpha },{\hat {q}}_{\beta }]=[{\hat {p}}_{\alpha },{\hat {p}}_{\beta }]=0}
の関係が成り立つ。力学量の時間発展についても、この対応原理から
{\displaystyle {\frac {dA}{dt}}=\{A,H\}+{\frac {\partial A}{\partial t}}\Leftrightarrow {\frac {d{\hat {A}}}{dt}}={\frac {1}{i\hbar }}[{\hat {A}},{\hat {H}}]+{\frac {\partial {\hat {A}}}{\partial t}}}
とハイゼンベルクの運動方程式が現れる。
言い換えれば、正準量子化では、ハミルトン力学における2つのc-数の力学量A, Bの満たすポアソン括弧を、q-数(演算子)の力学量Â, の満たす交換関係に対応させ、その関係を通じて量子力学的表現を得ているともいえる。これらの対応原理は1925年にディラックによって明らかにされた。

## 正準量子化における諸問題
正準量子化は量子系に移行する一定の規則を与えるが、古典系におけるc-数は可換であるのに対し、量子系のq-数は一般に非可換となり、演算子の積については順序の不定性が残る。また、量子化後にエルミート演算子同士の積はエルミート演算子にはならない。こうした問題を回避する方法として、ワイルの対称化法(Weyl Calculus)や経路積分量子化等の方法が知られている。
また正準量子化をするには、その系に対応する正準形式の古典力学を知る必要がある。一方で経路積分量子化では、ラグランジアンが分かれば量子化することができる。

## 第二量子化
量子力学における正準量子化の方法は粒子に対する量子化を与えるが、場の量についても、正準量子化を適用することができる。場の量に対する正準量子化(第二量子化)では、場の演算子ϕ(t, x)と対応する正準運動量π(t, x)に対し、同時刻での正準交換関係
{\displaystyle [\phi (t,\mathbf {x} ),\pi (t,\mathbf {y} )]=i\hbar \delta (\mathbf {x} -\mathbf {y} )}
を課すことで行われる。